# Гурино (Добрянский район)
Гурино — деревня в Добрянском районе Пермского края России. Входит в состав Сенькинского сельского поселения.

## География
Географическое положение
Деревня расположена в нижнем течении реки Тюлька, вблизи места её впадения в Каму; к северо-западу от административного центра поселения, села Сенькино.
Уличная сеть
- Лебедева ул.
- Мира ул.

## История
Деревня входит в состав муниципального образования «Сенькинское сельское поселение» согласно Закону Пермской области от 10 ноября 2004 года № 1743—358 «Об утверждении границ и о наделении статусом муниципальных образований административной территории города Добрянки Пермского края»

## Население
| 2010 |
| ---- |
| 8    |

## Инфраструктура
Личное подсобное хозяйство.

## Транспорт
Просёлочные дороги.

## Топографические карты
- Лист карты O-40-53 Доьрянка. Масштаб: 1 : 100 000. Издание 1977 г.